# Битва при Эхинадских островах
Битва при Эхинадских островах — одно из морских сражений Ламийской войны (323—322 до н. э.) между македонским флотом под командованием Клита Белого и афинским флотом.

## Предыстория
Ламийская война (или Эллинская) была широкомасштабным восстанием греческих городов-государств, входивших в Коринфский союз, против македонской власти, начавшимся после смерти Александра Македонского в 323 году до н. э. Греческие полисы никогда не соглашались полностью с македонской гегемонией, навязанной силой оружия, и один из последних указов Александра — указ об изгнанниках от 324 года до н. э. — вызвал открытое недовольство, особенно в Афинах, где подготовка к войне началась ещё до смерти Александра. Этот указ, который предусматривал возвращение всех изгнанников и восстановление их гражданства и возвращение им их собственности, был воспринят как прямое посягательство Александра на автономию греческих городов-государств. Афиняне, в частности, проигнорировали указ, так как это означало, что на остров Самос, который был афинским владением с 366 года до н. э. и населён в том числе афинскими клерухами, афиняне должны были вернуть ссыльных самосцев. Вместо этого они арестовали прибывших самосских олигархов и отправили их в тюрьму в Афины.
Хотя Афины были далеко не так могущественны, как в Золотой век Перикла в V веке до н. э. и в период Второго афинского морского союза, но всё же располагали большими финансовыми ресурсами и флотом численностью в 240 или даже 400 военных кораблей. После получения известия о смерти Александра афиняне сыграли ведущую роль в организации союза греков, борющихся за восстановление независимости полисов. Греческие союзники сначала победили про-македонских беотийцев, а затем — в результате предательства фессалийской конницы — и македонского наместника Греции Антипатра, заставив его отступить в укреплённый город Ламию, где союзники осадили его. Антипатр попросил о военной и морской поддержке от других частей Македонской империи. В результате в то время как Антипатр оставался осаждённым в Ламии, морская кампания велась в Эгейском море между македонянами под командованием Клита Белого и афинянами под командованием Эветиона, который поначалу пытался воспрепятствовать шедшему на помощь македонянам подкреплению перейти из Малой Азии в Европу через Геллеспонт.

## Исторические источники и место битвы
Двумя основными источниками по морским сражениям времен Ламийской войны являются Диодор Сицилийский, и, в меньшей степени, Плутарх. Несмотря на важную роль морских сражений в войне, источники описывают их кратко и отрывочно, и неизвестно точное количество и место морских сражений. Диодор Сицилийский (18.15.8-9) кратко рассказывает о морской кампании Клита, командовавшего македонским флотом, который насчитывал двести сорок кораблей. Он одержал победу над афинским флотоводцем Эветионом в двух морских сражениях и уничтожил большое количество кораблей противника близ Эхинадских островов. Кроме того, Паросская хроника, начертанная на мраморе в Паросе, сообщает о битве у острова Аморгос, в которой победу одержали македоняне, а другие надписи, датирующиеся около 320 года до н. э., относятся к битве при Абидосе на Геллеспонте.
Не ясно из труда Диодора, было два или три сражения, что привело к нескольким интерпретациям современными исследователями. В традиционной реконструкции событий утверждается, что первой была битва при Геллеспонте, согласно надписи, выигранная македонянами, что позволило их армии перебраться в Европу. За этим последовала битва при Аморгосе и третья битва при Эхинадских островах. Однако Эхинадские острова расположены в Ионическом море, у западного побережья Греции, вдали от основного театра военных действий на море в Эгейском море и вдоль восточного побережья Греции. В связи с этим было высказано несколько предположений, в частности, Т. Уолек (Revue де Philologie 48, 1924, стр. 28ff.) считал, что это были Лихадские острова в Малийском заливе близ Ламии, а Дж. С. Моррисон (The Journal of Hellenic Studies 107, 1987, с. 95) предположил, что битва произошла у островов близ мыса Эхина.

## Последствия
Эти поражения на море, а также приход подкрепления к македонянам и поражение греческих союзников при Кранноне, привели афинян к необходимости искать мира. Условиями были лишение гражданских прав и изгнание из города 12 000 беднейших граждан (фетов) и ограничение избирательных прав для богатых граждан, что положило конец афинской демократии. Кроме того, Антипатр поставил македонский гарнизон на холме Мунихии в Пирее, что ознаменовало конец афинской морской мощи и политической независимости.